# バグラチオン (小惑星)
バグラチオン (3127 Bagration) は小惑星帯に位置する小惑星。ロシアの女性天文学者、リュドミーラ・チェルヌイフがクリミア天体物理天文台で発見した。
祖国戦争の英雄とされる帝政ロシアの将軍ピョートル・バグラチオン（1765年 - 1812年）にちなんで命名された。